# Hrabstwo Washington (Missouri)
Hrabstwo Washington (ang. Washington County) – hrabstwo w stanie Missouri w Stanach Zjednoczonych. Obszar całkowity hrabstwa obejmuje powierzchnię 762,46 mil2 (1 975 km²). Według danych z 2010 r. hrabstwo miało 25 195 mieszkańców. Hrabstwo powstało 21 sierpnia 1813 roku i nosi imię George’a Washingtona - pierwszego prezydenta Stanów Zjednoczonych.

## Sąsiednie hrabstwa
- Hrabstwo Franklin (północ)
- Hrabstwo Jefferson (północny wschód)
- Hrabstwo St. Francois (wschód)
- Hrabstwo Iron (południe)
- Hrabstwo Crawford (zachód)

## Miasta
- Irondale
- Potosi

## Wioski
- Caledonia
- Mineral Point